# Rita Arnould
Pour les articles homonymes, voir Arnould.
Rita Arnould (c. 1914 - 20 août 1943) est un courrier du groupe de résistance l'Orchestre Rouge en Belgique pendant la Seconde Guerre mondiale. Elle est capturée par les Allemands dans une maison où des messages radio clandestins ont été envoyés. Les informations qu'elle donne conduit à l'effondrement du réseau. Elle est exécutée après ses aveux.

## Enfance et éducation
Rita Arnould est née à Francfort, dans une famille juive. Elle étudie la philosophie à l'université de Francfort, où elle devient la compagne d'Isidor Springer. Il la convainc de devenir une activiste communiste. En 1933, le couple s'installe à Bruxelles après la prise de pouvoir d'Hitler, puisqu'il est maintenant dangereux en Allemagne d'être soit Juif, soit communiste. Peu après son arrivée à Bruxelles, elle épouse un M. Arnould, un vendeur de textile néerlandais qui a deux fois son âge, et s'installe dans une routine domestique.
Les Allemands envahissent la Belgique en mai 1940. Le mari d'Arnould meurt peu après, la laissant sans argent. Elle demande alors à Isidor Springer de l'aider. Il est vendeur de diamant et a épousé une femme belge. Elle devient sa maîtresse au 101 Rue des Atrébates, où elle travaille comme femme de ménage et courrier pour deux agents de la Résistance, Carlos Alamo et Zofia Poznańska.

## Capture
Les Allemands détectent des transmissions radio provenant de la maison et un groupe dirigé par le capitaine de l'Abwehr Harry Piepe fait une descente dans les petites heures de la nuit du 12 au 13 décembre 1941. Un homme réussi à sortir de la maison mais est capturé et ramené dans celle-ci. À l'intérieur, ils trouvent Arnould, une femme agent, et un émetteur radio encore chaud. La femme essaye de détruire des messages chiffrés mais les soldats l'en empêchent. L'homme est un opérateur radio nommé Anton Danilov, probablement un alias de David Kamy. Les Allemands trouvent dans une pièce cachée du matériel et l'équipement nécessaire pour produire de faux documents, y compris des passeports vierges, des formulaires, des encres et des tampons en caoutchouc. Rita est terrifiée et dit au capitaine Piepe ce qu'elle sait. Il y avait deux passeports avec photos, que Rita identifie comme le chef des groupes d'espionnages soviétique en Europe et son adjoint en Belgique. Le lendemain, Mikhaïl Makarov, qui utilise l'alias Carlos Alamo et est également opérateur de radio, arrive à la maison et est également arrêté.

## Suite
Rita a 27 ans quand elle est arrêtée. Ses informations conduisent à la découverte d'autres membres du réseau et à l'effondrement de l'Orchestre rouge,,. Durant les derniers interrogatoires, Rita donne des informations qui conduisent à la découverte des codes secrets des agents de l'Union soviétique. Les Allemands omettent de prendre les livres sur la table, et un membre du réseau d'espionnage les récupère plus tard. Quand les Allemands ont réalisé que le code secret est lié à un livre, ils obligent Rita à se remémorer les titres. Avec difficulté, elle se rappelle le titre Le Miracle du Professeur Wolmar, un obscur roman de 1910. Ceci s'avère être la clé. Le livre n'est trouvé qu'en mai 1942 dans une librairie ancienne à Paris. En l'utilisant, environ 120 messages sont interceptés et déchiffrés dès juin 1942, y compris un message avec les adresses des principaux agents soviétiques à Berlin.
Springer réussi à éviter l'arrestation et déménage à Lyon où il reprend son travail clandestin. La femme arrêtée avec Rita est une juive polonaise nommée Zofia Poznańska qui a été formée en chiffrement à Moscou avant la guerre. Elle refuse de collaborer et se suicide à la prison Saint-Gilles de Bruxelles le 28 septembre 1942,. Makarov essaye aussi avant de passer devant le Kriegsgerichtshof (tribunal militaire) où il est condamné à mort et exécuté en 1942 à la prison de Plötzensee à Berlin. David Kamy est jugé par un tribunal militaire allemand en Belgique, condamné à mort et exécuté au Fort de Breendonk, le 30 avril 1943. Arnould est envoyée à la prison de Moabit à Berlin. Elle est jugée par le Kriegsgerichtshof de Berlin en avril 1943, condamnée à mort, et exécutée le 20 août 1943 à la prison de Plötzensee,.